# Kalki Subramaniam
Kalki Subramaniam é uma ativista dos direitos transgêneros, assistente social, artista, atriz, escritora, palestrante motivacional e empreendedora indiana de Tamil Nadu. Ela é a fundadora da Fundação Sahodari, uma organização pioneira na Índia que trabalha pela visibilidade e empoderamento de pessoas transgênero. Ela também é representante da região sul e membro do Conselho Nacional para Pessoas Transgênero da Índia.

## Primeiros anos
Kalki nasceu em Pollachi, uma cidade em Tamil Nadu. Nascido em uma família da classe trabalhadora, Kalki era um estudante academicamente brilhante. Kalki possui dois mestrados: Mestrado em Jornalismo Comunicação de Massa e Mestrado em Relações Internacionais. Durante seus estudos de pós-graduação, ela começou a publicar uma revista mensal em tâmil para mulheres transgênero chamada Sahodari (que significa irmã). Esta é a primeira revista tâmil publicada para pessoas transgênero na Índia. Kalki também morou em Auroville por muitos anos.

## Ativismo transgênero
Desde 2005, Kalki faz campanha pelos direitos dos transgêneros na Índia. Ela é conhecida por seu ativismo inovador usando tecnologia, arte, filmes e literatura como ferramentas para expressar o empoderamento transgênero. Ela foi uma das ativistas mais conhecidas da Índia por trás do julgamento da Suprema Corte da Índia que legalizou a identidade transgênero. Em 2009, quando um site matrimonial popular rejeitou a listagem matrimonial de uma mulher transgênero, ela encarou isso como um desafio e lançou o primeiro site matrimonial da Índia para pessoas transgênero. O projeto foi aclamado como uma tentativa ousada de defender os direitos das pessoas transgênero. Ela criou mais de 12 documentários sobre direitos LGBT e também apareceu em documentários internacionais. Em 2010, ela treinou muitas mulheres transgênero carentes em jornalismo comunitário e as encorajou a fazer curtas-metragens documentários contando suas próprias histórias. Quando vivia em Auroville, protestou contra as invasões de terras da aldeia por parte de Auroville. Em Outubro de 2019, Kalki organizou a primeira marcha do orgulho LGBTQI na cidade de Coimbatore, em Tamil Nadu.

### Fundação Sahodari
Em 2008, Kalki fundou a Fundação Sahodari, uma organização que defende pessoas transgênero na Índia. Em 2017, Subramaniam fundou o projeto de arte Thoorikai, por meio do qual treinou mais de 200 pessoas transgênero na criação de obras de arte expressivas que apoiam seu sustento por meio de workshops.

## Carreira

### No cinema
Em 2011, Kalki estrelou um papel principal em um filme Tamil, Narthagi, que se concentrou na vida de pessoas transgênero. Ela fez uma aparição especial no filme Sarkar de 2018 na música "Oru Viral Puratchi". Ela é a primeira mulher transgênero na Índia a fazer um papel principal em um filme. Em 2019, Subramaniam atuou em um papel principal em um longa-metragem hindi paralelo chamado Kalashnikov - The Lone Wolf.

### Na arte
As obras de arte de Kalki são consideradas vibrantes e coloridas. Ela foi convidada para os EUA, Canadá, Países Baixos e Alemanha para falar sobre arte e ativismo. Em 2016, Subramaniam vendeu suas pinturas por meio de uma campanha de financiamento coletivo e financiou a educação de mulheres transgênero carentes. Ela usa a arte para encontrar uma voz sem palavras, proporcionando às vítimas transgênero de abuso sexual e físico a liberdade de expressar sua dor por meio da arte chamada Red Wall Project, também conhecida como Shut Up! Show. Centenas de pessoas transgênero participaram do projeto nos diferentes estados da Índia e escreveram seus depoimentos em um papel branco com uma impressão de palma vermelha para mostrar protesto contra a exploração sexual. Em novembro de 2019, Kalki prestou uma homenagem à falecida atriz de Bollywood Sridevi, exibindo retratos digitais de Sridevi. Ela mencionou que Sridevi tem sido sua inspiração desde a infância.

## Projeto Redwall
O Redwall é um projeto fundado em 2018 por Kalki para dar poder às vozes das pessoas transgênero e de gênero diverso da Índia. Kalki e a equipe da Fundação Sahodari entrevistaram mais de 500 sobreviventes transgêneros e de gênero diverso de abuso e agressão sexual de vários estados da Índia, incluindo pessoas vivendo com HIV (PVHIV), documentando suas experiências como relatos em primeira pessoa e em profundidade. As histórias das experiências dolorosas de pessoas transgênero de bullying, estupro e agressão são documentadas pela equipe. Este é um projeto de arte comunitária em que o participante escreve a experiência em um papel feito à mão e imprime sua palma vermelha nele. Esses depoimentos são exibidos em instituições acadêmicas e galerias para exibição pública e para mostrar resistência contra o abuso.

## Obras publicadas
Em 2015, a coleção de poemas tâmeis de Kalki sobre vidas transgêneros intitulada Kuri Aruthean (குறி அறுத்தேன்) foi publicada pela Vikatan Publications. A coleção consistia em 25 poemas com desenhos de Kalki. Ela também escreveu vários artigos e ensaios em publicações online e impressas. Em 2018, três de seus poemas da coleção de poesias Kuri Aruthean foram traduzidos para o alemão e publicados em um jornal de arte. Seis de seus poemas do livro foram adotados em curtas-metragens poéticos intitulados Vadu (A Cicatriz), dirigidos por ela mesma. Ela também escreveu muitos artigos em publicações impressas e online indianas sobre os direitos LGBT na Índia.
Em 2021, Kalki publicou uma coleção de seus poemas, monólogos, ensaios e arte em inglês intitulada 'Nós não somos os outros', que foi publicada pela Notion Press. O livro foi incluído na biblioteca da Harvard Kennedy School.
Em 2024, Kalki publicou uma coleção de seus poemas, contos, ensaios e arte Tamil intitulada 'Oru Thirunangaiyin Diary Kurippu' (ஒரு திருநங்கையின் டைரிக் குறிப்பு) que foi publicado pela Thirunangai Press.

## Prêmios e honrarias
Em 2010, Kalki recebeu reconhecimento internacional quando foi convidada oficial dos Estados Unidos da América como ativista dos direitos humanos através do IVLP e foi homenageada no Escritório das Nações Unidas na cidade de Nova Iorque por seu trabalho social. Ela também recebeu o prêmio de conquistas da Associação de Advogados de Coimbatore.
Em 2014, ela foi escolhida pelo Facebook como uma das 12 mulheres inspiradoras do mundo que usaram o Facebook para o desenvolvimento da comunidade. Em 2016, ela foi indicada pela NDTV para o prêmio Mulher de Valor na categoria de artes.
Em fevereiro de 2017, ela foi convidada pela Harvard Business School, da Universidade de Harvard, para falar em nome das minorias sexuais e representar a comunidade transgênero indiana. Ela recebeu uma ovação de pé por seu discurso. Ela dividiu a cadeira com o ator e político télugo Pawan Kalyan, Manish Malhotra, R Madhavan e Meagan Fallone. Inspirado pelo discurso de Kalki, Pawan Kalyan disse mais tarde em sua entrevista à mídia que tem planos de iniciar uma ala separada para pessoas transgênero em seu partido político Jana Sena de Andhra Pradesh.
Em 2018, Subramaniam foi convidada pelo Museu Schwules, na Alemanha, para apresentar suas obras de arte, filmes de poesia e ativismo em uma palestra com a professora Claudia Reiche. Em junho de 2019, Kalki foi convidada pela TransAmsterdam, uma organização de arte e cultura transgênero na Holanda, e recebeu o título de Embaixadora Internacional para a Vida da organização.
Em outubro de 2022, Subramaniam foi convidada pela Universidade de Harvard, Universidade Cornell, Universidade de Yale, Universidade da Pensilvânia e Universidade Rutgers para falar sobre seu ativismo, arte, literatura e história transgênero indiana.